# Bruce Nauman
Bruce Nauman (Fort Wayne (Indiana), 6 december 1941) is een belangrijke hedendaagse beeldende kunstenaar uit de Verenigde Staten.

## Situering
Het werk van Nauman is veelomvattend in inhoud, vorm en materiaal. Nauman heeft zich vanaf de jaren zestig beziggehouden met performances, installaties, videokunst, sculptuur, tekeningen en neon-werken. Zijn experimentele en onderzoekende beeldtaal zou men inhoudelijk kunnen plaatsen onder het Franse begrip la condition humaine (of het menselijk tekort) wat in Naumans werk het mens-zijn met al zijn basale kenmerken betreft zoals eten, drinken, pijn, communicatie, seks, dood etc. De beeldtaal die Nauman gebruikt is op enkele uitzonderingen na zeer direct.
In de jaren zestig is Nauman begonnen met het maken van afgietsels van zijn lichaam. Een aantal jaren later maakte hij video-opnamen van zijn atelier waarin hij langs de wanden van de ruimte liep of zich herhaaldelijk liet vallen tegen een van de hoeken van de ruimte. Vanaf de jaren zeventig ontstonden er een lange reeks van neon-werken. Deze bestaan uit eenvoudige teksten uitgevoerd in kleurige neonbuizen waarin woorden samenvloeien. In het werk Eat death uit 1972 bijvoorbeeld is het woord DEATH in blauw neon uitgevoerd waarin de middelste letters EAT uit groen neon bestaan.
Een bekend werk van Nauman is het videowerk Clown torture uit 1987 waarin op diverse monitoren en projecties op de muur handelingen van clowns te zien zijn in gesloten kleine ruimtes. Ze spreken steeds dezelfde teksten uit, schreeuwen van wanhoop en voeren schijnbaar zinloze handelingen uit.
Veel musea voor hedendaagse kunst over de hele wereld hebben werk van Bruce Nauman in hun collectie, waaronder het Stedelijk Museum in Amsterdam en het Museum Boijmans Van Beuningen in Rotterdam.
In 2009 was in het Amerikaanse paviljoen op de Biënnale van Venetië de overzichtstentoonstelling Topological Gardens gewijd aan het werk van Nauman te zien.
Op 1 juni 2018 stelde het Middelheimmuseum in Antwerpen het werk Diamond Shaped Room with Yellow Light voor. Het werk werd in 1986 gemaakt voor een expo in het Duitse Frankfurt en was te bezichtigen tot 1990. Sindsdien was het werk niet meer tentoongesteld. In de Middelheimcollectie wordt het werk permanent opgesteld.
In 2018 werd de grootste Bruce Nauman-retrospectieve georganiseerd sinds de laatste overzichtstentoonstelling in het Walker Art Center, Minneapolis in 1994. De expo Disappearing Acts was van 17 maart tot 26 augustus te bezichtigen in het Schaulager te Bazel. Vervolgens verhuisde ze naar het MoMa in New York van 21 oktober 2018 tot 25 februari 2019.
De tentoonstelling Disappearing Acts omspant een groot deel van het oeuvre van Nauman. Ze begint bij zijn vroege atelierwerken uit de jaren '60 en eindigt bij recente werken zoals Contrapposto Studies, I through VII uit 2016.
In 2021 organiseerde het Stedelijk Museum in Amsterdam, in samenwerking met Tate Modern in Londen, een grote overzichtstentoonstelling.

## Werk in openbare collecties (selectie)
- Bonnefantenmuseum, Maastricht
- Stedelijk Museum Amsterdam
- Van Abbemuseum, Eindhoven
- Middelheimmuseum, Antwerpen
- Kröller-Müller Museum, Otterlo
- M HKA, Antwerpen
- S.M.A.K., Gent